# Spionen som kom in från kylan (film)
Spionen som kom in från kylan (originaltitel: The Spy Who Came in from the Cold) är en brittisk film från 1965 i regi av Martin Ritt, baserad på John le Carrés roman med samma titel. Filmen vann BAFTA Award for Best British Film 1967 och flera andra priser.

## Rollista
| Richard Burton  | – Alec Leamas             |
| Claire Bloom    | – Nan Perry               |
| Oskar Werner    | – Fiedler                 |
| Sam Wanamaker   | – Peters                  |
| George Voskovec | – östtysk försvarsadvokat |
| Rupert Davies   | – George Smiley           |
| Cyril Cusack    | – Control                 |
| Peter van Eyck  | – Hans-Dieter Mundt       |
| Michael Hordern | – Ashe                    |
| Robert Hardy    | – Dick Carlton            |
| Bernard Lee     | – Patmore                 |
| Beatrix Lehmann | – rättens ordförande      |
| Esmond Knight   | – gammal domare           |
| Tom Stern       | – CIA-agent               |
| Niall MacGinnis | – tysk gränsvakt          |
| Scott Finch     | – tysk guide              |
| Anne Blake      | – Miss Crail              |
| George Mikell   | – tysk gränsvakt          |
| Richard Marner  | – Vopo-kapten             |
| Warren Mitchell | – Mr. Zanfrello           |
| Steve Plytas    | – östtysk domare          |

## Fotnoter
1. ↑  läs online, www.bfi.org.uk  , läst: 11 augusti 2020.[källa från Wikidata]
2. ↑  läs online, Internet Movie Database , läst: 8 april 2016.[källa från Wikidata]
3. ↑  läs online, www.filmaffinity.com , läst: 8 april 2016.[källa från Wikidata]
4. ↑  läs online, Internet Movie Database .[källa från Wikidata]
5. 1 2  Internet Movie Database, läs online, läst: 2 november 2024.[källa från Wikidata]